# Agathe Verhelle
Agnès Margherite Verhelle (Bruges, 23 de fevereiro de 1786 — Gand, 1 de dezembro de 1838) foi uma religiosa das Damas da Instrução Cristã em seu início, na Bélgica.

## Vida
Filha de Francisco Verhelle e de Carlota Maria de Van Bussche, Agnès Margherite nasceu em uma família católica na Bélgica dominada pelos franceses.
Seu desejo, desde a infância, era pertencer a uma ordem religiosa e consagrar-se a Deus. Sabendo do estabelecimento das Religiosas Damas da Instrução Cristã em sua cidade, deixou a família e, com 39 anos de idade, em 18 de julho de 1815, ingressou na congregação, recebendo o noviciado com menos de um mês e assumindo o nome religioso de Agathe Verhelle. Professou seus votos um ano depois, em 10 de outubro de 1816.
Com a saída da França no domínio da Bélgica, a Holanda, de maioria protestante, assumiu seus destinos, e a instituição a que pertencia foi fechada em 1822 pelo rei Guilherme I da Holanda e todas as religiosas foram transferidas para a França. No entanto, Agnès, que era carismática e estratégica, não aceitando, permaneceu e, em 1823, após carta ao Papa Leão XII pedindo a reabertura da instituição, fundou uma nova Instituição, dando continuidade à anteriormente fechada, com o nome: Instituto das Damas da Instrução Cristã. Foi autorizada a reabrir a casa em Dooresele no dia 25 de março de 1823. Para isso, ela congregou mulheres suficientes para expandir rapidamente sua nova congregação.
Em 1824, com outra investida política às instituições religiosas, tentando averiguar a capacidade intelectual das religiosas que compunham os institutos educacionais, a Madre Aghate foi examinada e sua aprovação foi tal, que as outras religiosas foram dispensadas de tal exame.
Após essa aprovação, Agathe Verhelle ainda criou outras 6 casas educacionais no mesmo espírito religioso, entre 1827 e 1838, ano de sua morte.

## Morte
Agathe Verhelle morreu em 1 de dezembro de 1838, aos 52 anos de idade.

## Serva de Deus
As virtudes cristãs e a vida de Agathe Verhelle foram reconhecidas pelo Vaticano, como primeiro passo para o processo de beatificação e canonização. Com isso, a Madre Agathe é reconhecida Serva de Deus.
O processo de beatificação de Agnès Margherite Verhelle recebeu autorização do Vaticano para seu início, em 25 de março de 2025. A Arquidiocese de Olinda e Recife, com a autorização da Diocese de Gand, patrocinará e conduzirá o processo.O Prof. Carlos André Moura, docente da Universidade de Pernambuco - Campus Mata Norte (UPE - Mata Norte), foi confirmado como Presidente da Comissão Histórica e Arquivística do Processo de Beatificação e Canonização e será responsável pela coleta documental, análise das fontes e produção de relatórios sobre a vida da religiosa.